# Polesí (Rynoltice)
Polesí (do roku 1946 a německy Finkendorf) je vesnice, část obce Rynoltice v okrese Liberec. Nachází se asi 1,5 kilometru severně od Rynoltic. Polesí leží v katastrálním území Polesí u Rynoltic o rozloze 1,96 km². V katastrálním území Polesí u Rynoltic leží i Černá Louže.

## Historie
První písemná zmínka o vesnici pochází z roku 1720. Do roku 1946 se vesnice jmenovala Finkendorf.

## Galerie

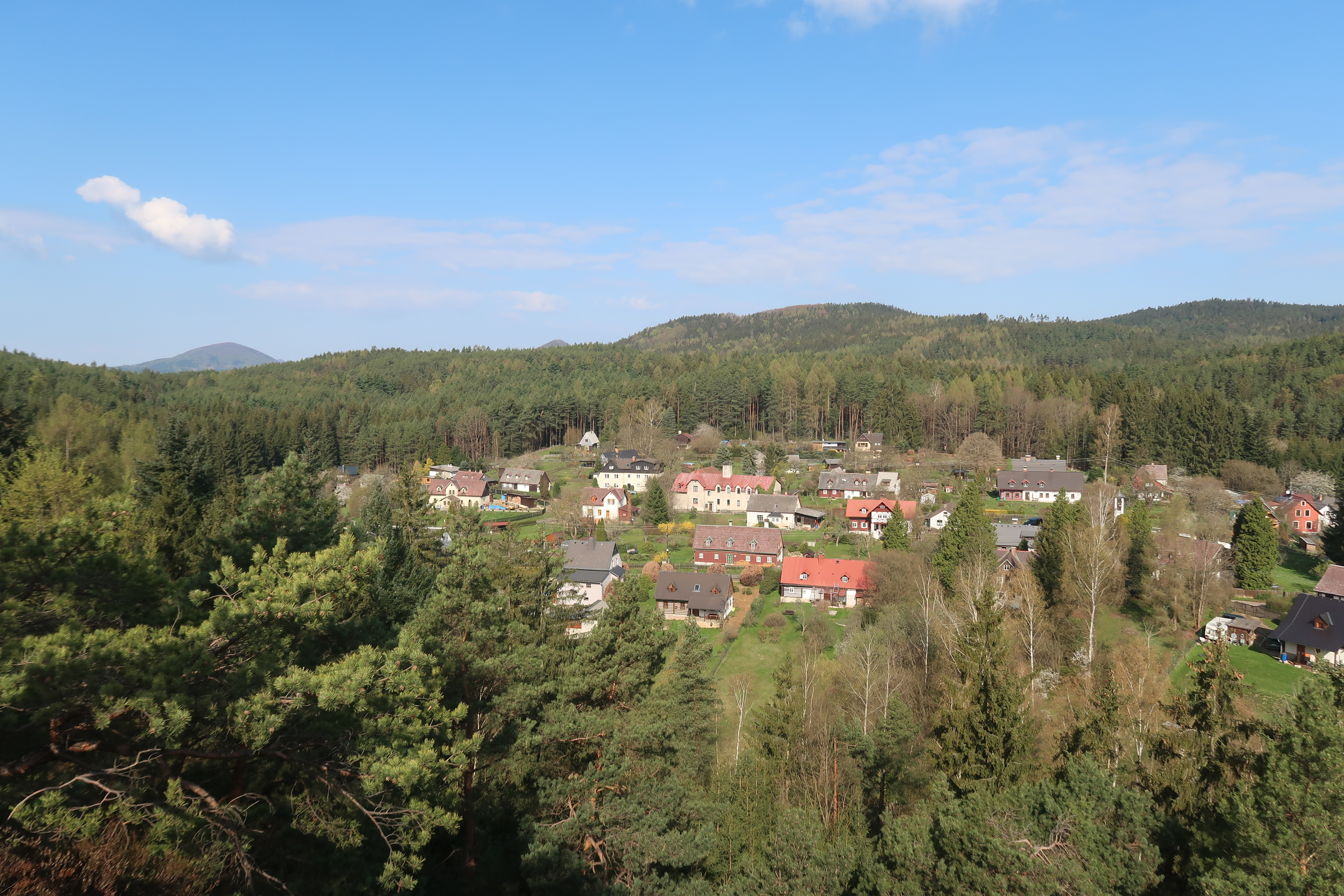
Obec Polesí ze skalní vyhlídky Havran
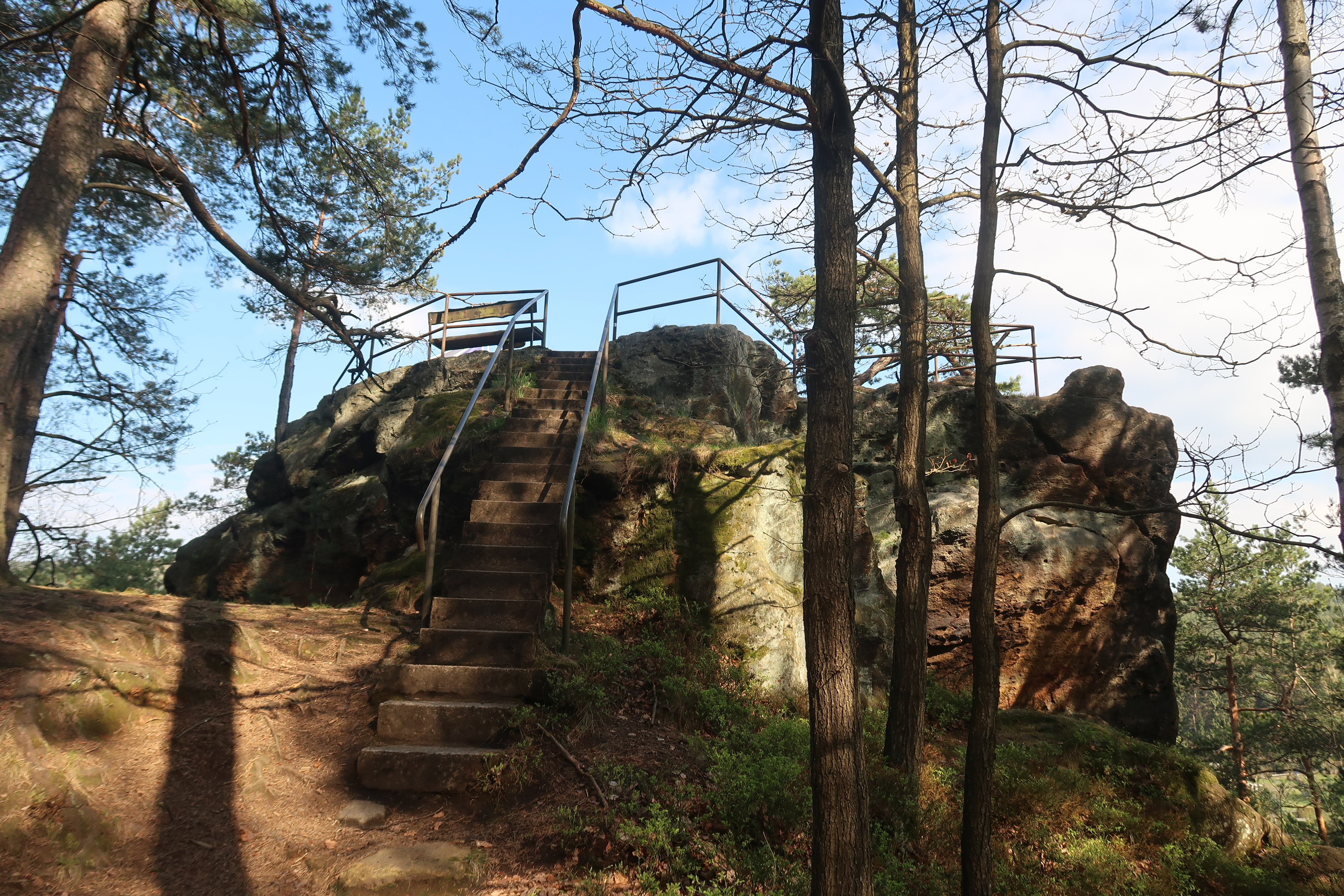
Skalní vyhlídka Havran nad Polesím
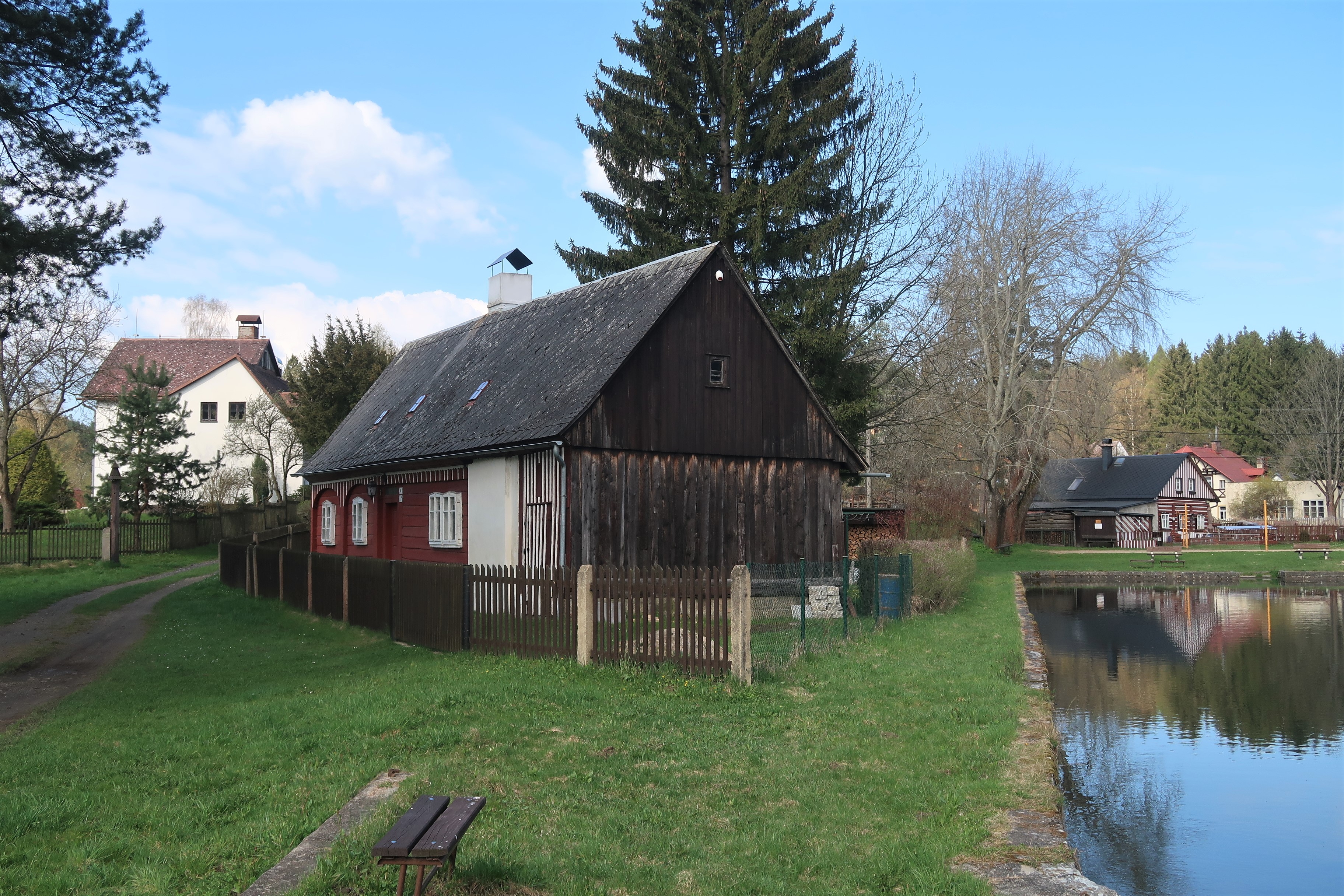
Náves v Polesí
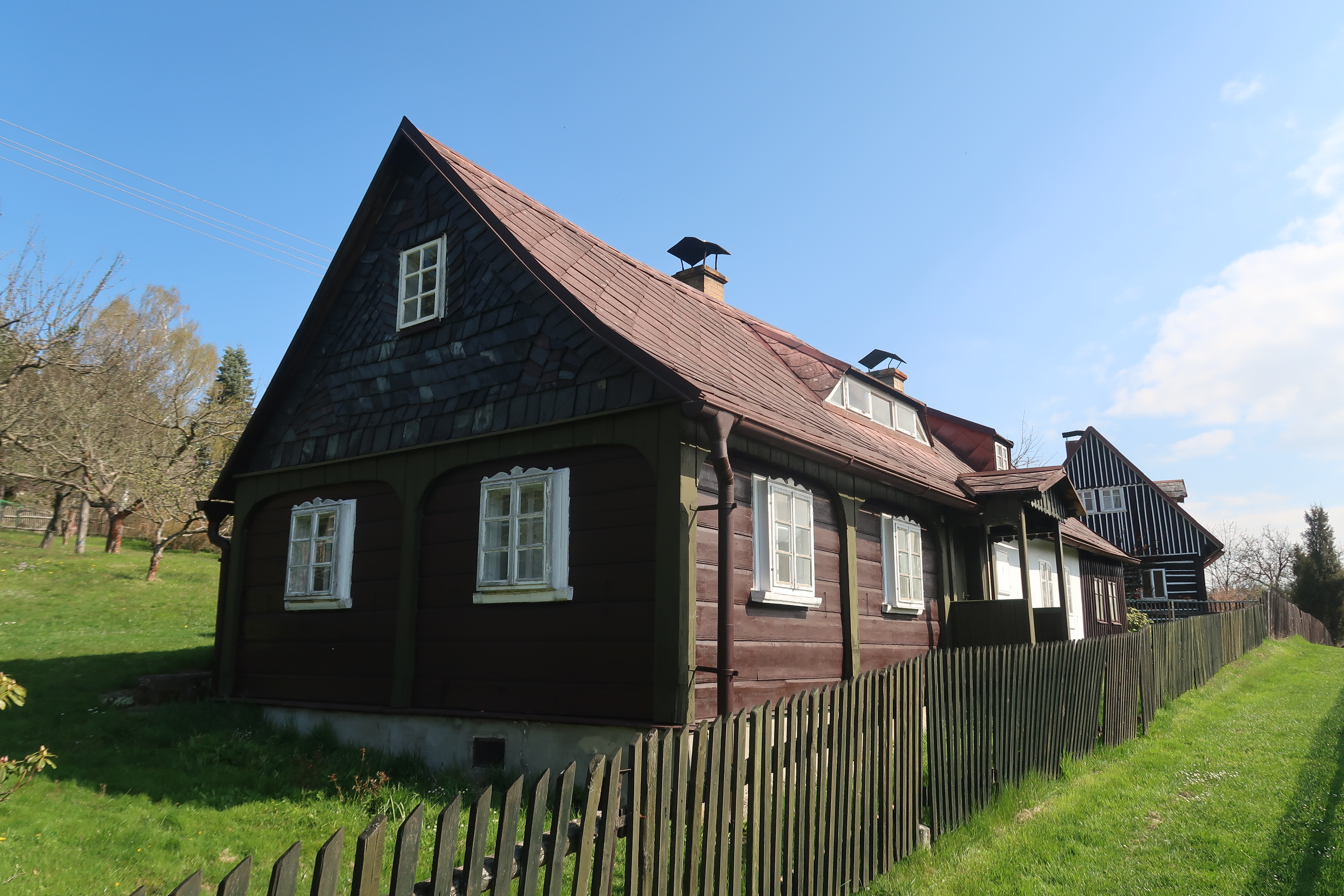
Roubené domy v severní části obce